# ゼンガー (航空機)
Silbervogel（ジルバーフォーゲル、「銀の鳥」の意、日本では提案者の名から「ゼンガー」とも呼ばれる）は、第二次世界大戦時代のドイツによるアメリカ爆撃機計画で開発された有人スペースプレーンである。弾道飛行により地球の反対側（対蹠地）でさえも爆撃できることから対蹠地爆撃機とも呼ばれる。
1960年代から1990年頃まで西ドイツで行われた有翼宇宙機の研究にもゼンガープロジェクトの名があるが、それについては#戦後の節を参照のこと。

## 構想
発案者はオーストリア人の宇宙ロケット研究者、オイゲン・ゼンガーである。機体はリフティングボディの特性を持ち、主翼は小さな直線翼である。離陸は全長3kmの1本のレールを使用するロケットスレッドでの加速により行う。離陸速度はマッハ1.5である。有人と設定されているため、発射時のGの問題が考えられるが、それに関する記録はない。また離陸前に音速を超えるためソニックブームが地面で反射し機体に影響を及ぼすと考えられるが、対応策は不明である。
離陸後は揚力により大気圏を上昇、揚力が働かなくなる高度を越えるとロケットモーター（予定推力は100t）により上昇加速し、高度約160km（熱圏）まで達する。速度は約5,000km/hである。その後は熱圏と揚力が得られるようになる成層圏の間をゆるやかに、小石が水面で跳ねる「水きり」のような運動によって連続的にジャンプしながら飛行するブースト・グライドを行うとした。このような軌道は空力加熱が問題となるが、当初の計算では機体が大気から離れている間に冷却できるとされた。しかし後の計算では加熱量が大きいため機体が融解すると指摘されている。
宇宙空間で目標の上空に接近すると、300kgの爆弾（A・C兵器、具体的には神経ガス弾ないし原子爆弾か、いわゆる汚い爆弾についても説がある）を目標に投下する。任務完了後は旧ドイツ領ニューギニアなど南洋諸島、もしくは南太平洋の島々など同盟国の日本が占領している地域に着陸するというプランだった。これは日本が南太平洋の覇権を有しているか最低でも島を占領していることが前提である。これは富嶽など日本のアメリカ本土爆撃案に見られるドイツ占領地に着陸する計画の相似と言える。

## 戦後
構造や運用などに現実的な想定がなされずプランのみで終了したが、有翼宇宙機により大気の活用や低空では飛行機のような機動が可能というコンセプトは注目を集め、アメリカ空軍ではこれに影響を受けたダイナソア計画が生まれた。しかし、NACA・NASAとの軋轢、折からの経費圧縮にともなう費用対効果への疑問視、マーキュリー計画からジェミニ計画にわたるカプセル型宇宙船による有人宇宙開発が進展したこともあり、ダイナソア計画は発展しなかった。
ソ連では1946年から1947年にかけて接収したV2ロケットを基に有人弾道飛行を実施するBP-190計画があった。さらに弾道ではなく衛星軌道を通る部分軌道爆撃システムも計画していた。これらの計画はより現実的な大陸間弾道ミサイルにシフトしたため、あえて有人宇宙機を爆撃に利用する案は廃れた。なお現代では空中給油機を組み合わることにより航続距離を伸ばせるため、有人機による対蹠地爆撃は一応可能である。
有翼宇宙機ないしスペースプレーンという構想はその後も研究としてはいくつか存続し、西ドイツではゼンガー（de:Sänger (Raumtransportsystem)）およびゼンガーIIプロジェクトがあった。さらに衛星軌道までも到達したアメリカのスペースシャトルは、ある意味で夢の実現ではあった。ソ連にも実機の有人宇宙飛行は実現しなかったがブラン計画があった。
注意が必要な点として、同じように「宇宙に到達した」と一般には扱われがちであるが、弾道飛行と衛星軌道は全く異なる飛行である、ということである。ICBMなどの弾道飛行はその頂点が1000kmに到達することもあるが、その速度は人工衛星と比較すれば遅く、軌道は地表に戻る曲線を描く。いわゆる「Xプライズ」を達成したスペースシップワンも有翼であるが、弾道飛行をおこなったに過ぎない。これに対し、衛星軌道は低い場合の高度は100km程度であるが、速度を秒速10km程度まで上げる必要があり、軌道は地表に戻らず地球を回る円（ないし楕円）になる。この加速に必要なエネルギーは弾道飛行の比ではなく、従って本機のような「宇宙に出ることができる飛行機」が、SSTOやTSTOの目標である「衛星軌道に乗る」ためには、この差を乗り越えなければならない。